# Henning Sprogøe
Henning Sprogøe Petersen (født 21. oktober 1953) er en dansk skuespiller og teaterchef. Han er søn af Ove Sprogøe, der også var skuespiller.

## Karriere
Han studerede oprindeligt historie på Københavns Universitet, men efter militærnægtertjeneste på Bristol Teatret på Strøget i København blev han i 1978 ansat på Nordisk Film som assistent for Erik Balling på Olsen-banden går i krig og Olsen-banden overgiver sig aldrig. Han fortsatte som produktionsassistent på tv-serien Matador, inden han blev optaget på Statens Teaterskole i 1980.
Hans første store rolle var som Nicolai i Nøddebo Præstegård på Folketeatret, som han spillede fra 1984 – 91. Derudover medvirkede han i bl.a. Skatteøen, Jorden rundt i 80 dage, En Spurv i Tranedans og Den politiske Kandestøber inden han blev chef for Folketeatret i 2002.
Han var programvært på Filmmagasinet i TV 2's barndom i årene 1989 – 91. Han har medvirket i flere film bl.a. Midt om Natten sammen med sin far, Ove Sprogøe og Olsen-banden Junior.
Han har spillet revy og teater i Jylland, på Fyn, på Sjælland og Bornholm og undervist på Skuespillerskolen i Århus og Statens Teaterskole, hvor han i 2012 blev prorektor. I Bikubenfondens Reumert jury siden 2014.
I 1994 modtog han Ole Haslunds hæderslegat for rollen som Figaro i Figaros Bryllup på Grønnegårds Teatret.

## Familie
Han er søn af skuespiller Ove Sprogøe (1919-2004) og cand.mag. Eva Sprogøe, født Rasmussen (1922-2004). Privat er han bosiddende i Vanløse og gift med skuespillerinden Anne Fletting, som han sammen med har sønnerne Mathias Sprogøe Fletting og Johannes Sprogøe Fletting.

## Filmografi

### Som skuespiller

#### Spillefilm
- Rend mig i traditionerne (1979) − Slagsbror
- Midt om natten (1984) − Knold
- Olsen-bandens sidste stik (1998) − Embedsmand
- Olsen-banden Junior (2001) − Egons far
- Hannah Wolfe (2004)

#### Tv-serier
- Mor er major (1985) − Svanse, soldat
- Bryggeren (1996-97), afsnit 3 − Charmør
- De udvalgte (2001), afsnit 8 − Læge
- Forsvar (2003-04), afsnit 5 − Leif Schrøder
- Rita (2012-17), afsnit 25 − Arkæolog
- Perfekte Steder (2017-18), afsnit 3 − Henrik

#### Julekalendere
- Alletiders Nisse (1995) − Nis

### Bag kameraet
- Olsen-banden går i krig (1978) − Assistent
- Matador (tv-serie, 1978-81) − Koordinator
- Olsen-banden overgiver sig aldrig (1979) − Produktionsassistent
- Rend mig i traditionerne (1979) − Instruktørassistent
- Når mor kommer hjem (1998) − Instruktørassistent
- Kærlighed ved første hik (1999) − Instruktørassistent